# Orthopoxvirus
Orthopoxvirus es un género vírico de poxvirus incluyendo muchas especies aisladas de mamíferos no humanos, como Buffalopox virus, Camelpox virus, Cowpox virus (ahora llamado “Orthopoxvirus coxpox”)”, Monkeypox virus, Rabbitpox virus, Sealpox virus, Volepox virus y Ectromelia virus, que causa viruela del ratón. El más famoso miembro del género es Variola virus, que causa viruela. Fue erradicado usando otro orthopoxvirus, el Vaccinia virus.

## Taxonomía
Los miembros del género Orthopoxvirus lo son también de la subfamilia Chordopoxvirinae, que es una división de dsADN de la familia viral Poxviridae.

## Distribución
Los virus Orthopox se distribuyen universalmente. Todos los Orthopoxvirus de mamíferos no humanos pueden considerarse capaces de establecer infecciones en humanos. Las zoonosis de muchas de esas enfermedades aisladas han sido reportadas.

## Enfermedad humana por orthopoxvirus

### Transmisión de laboratorio
Los aerosoles de concentrados de virus pueden resultar en infección por Orthopox, especialmente en individuos no inmunizados. Pinchazos de agujas hipodérmicas, especialmente con carga de virus, pueden resultar en severa infección local de la piel, aún en individuos inmunizados. 

### Manifestación clínica
Se transmiten primariamente por microgotas respiratorias, por contacto directo con fluidos corporales u objetos contaminados con dichos fluidos, pueden también transmitir la infección.
Los síntomas iniciales de una infección por Orthopoxvirus incluye fiebre, malestares, dolores de cuerpo y de cabeza, y a veces acompañados de vómitos. 

### Signos y síntomas
Los síntomas iniciales incluyen fiebre, malestares, dolores de cuerpo y de cabeza, y a veces acompañados de vómitos. Las lesiones, las cuales desarrollan en cráteres úlceras rodeadas de tejido inflamado y eventualmente cubiertas de costras oscuras gruesas, son los característicos indicadores de infección por Orthopox. En caso de grave infección, hay severo edema y eritema que afecta grandes áreas. La encefalitis (alteración del estatus mental y déficits focales neurológicos), mielitis (disfunciones motoras neuronales, disfunciones del nivel sensorio de intestinos y de vejiga), o ambos pueden resultar de una infección por Orthopoxvirus. Raramente, los Orthopoxvirus pueden detectarse en fluido cerebroespinal. Algunas infecciones de mamíferos por Orthopoxvirus se conocen por resultar en alta tasa de morbi-mortalidad.

### Tratamiento
Las vacunas específicas de inmunoglobulinas pueden administrarse a individuos infectados. A veces, el único fármaco corrientemente disponible para tratar las complicaciones de una infección por Orthopox es la Vacuna de Inmunoglobulina (VIG), que es una solución isotónica estéril de una fracción de inmunoglobulina en plasma sanguíneo de personas vacunadas con la vacuna vaccinia. Es efectiva para tratamiento del eczema vacunal y ciertos casos de vaccinia progresiva. Sin embargo, VIG está contraindicada para tratar queratitis vacunal. VIG se recomienda para vaccinia severa y generalizada, si el paciente está extremadamente enfermo y/o tiene severos altibajos. VIG no da beneficios en el tratamiento de encefalitis postvacuna, y no tiene una función en tratar la viruela. El suministro común de VIG es limitado, y su uso debería reservarse para tratar complicaciones vacunales que a veces traen manifestaciones clínicas serias. La dosis recomendada de VIG en tratar tales complicaciones es de 0,6 ml/kg de masa corporal. El VIG debe administrarse por vía intramuscular y tan pronto y temprano como se adviertan los síntomas. Debido a que la dosis terapéutica de VIG puede ser sustancial (e.g., 42 ml para una persona de 70 kg), el producto puede administrarse en dosis divididas en un periodo de 24- a 36 h. La dosis puede repetirse, usualmente en intervalos de 2--3 días, hasta que ocurra reversión (e.g., que no aparezcan nuevas lesiones). Las futuras reformulaciones de VIG pueden requerir inyección intravenosa, con una cuidadosa observación de las indicaciones del prospecto medicinal en el envase, para una correcta dosis y ruta de administración. CDC es corrientemente la única fuente de VIG para la población civil (ver Disponibilidad de Vacuna Vaccinia para información de contacto). La Administración Estadounidense de Drogas y Alimentos no ha aprobado ningún uso de compuestos antivirales para tratar las infecciones de virus vaccinia o de otras infecciones por Orthopoxvirus, incluyendo la viruela. Ciertos compuestos antivirales (Siga-246) han sido reportados como 100% activos contra el virus vaccinia u otros Orthopoxvirus in vitro y en test de animales. ST-246 no tiene estatus de droga por la FDA, y sigue bajo estudios para determinar su seguridad y efectividad en humanos; y quedan pendientes también cuestiones sobre dosis inocuas efectivas, posología y longitud de la administración de estos compuestos antivirales. Aún hay insuficiente información como para recomendar cualquier compuesto antiviral para tratar complicaciones postvacunación o infecciones por Orthopoxvirus, incluyendo la viruela.